# Peinture de Madhubani

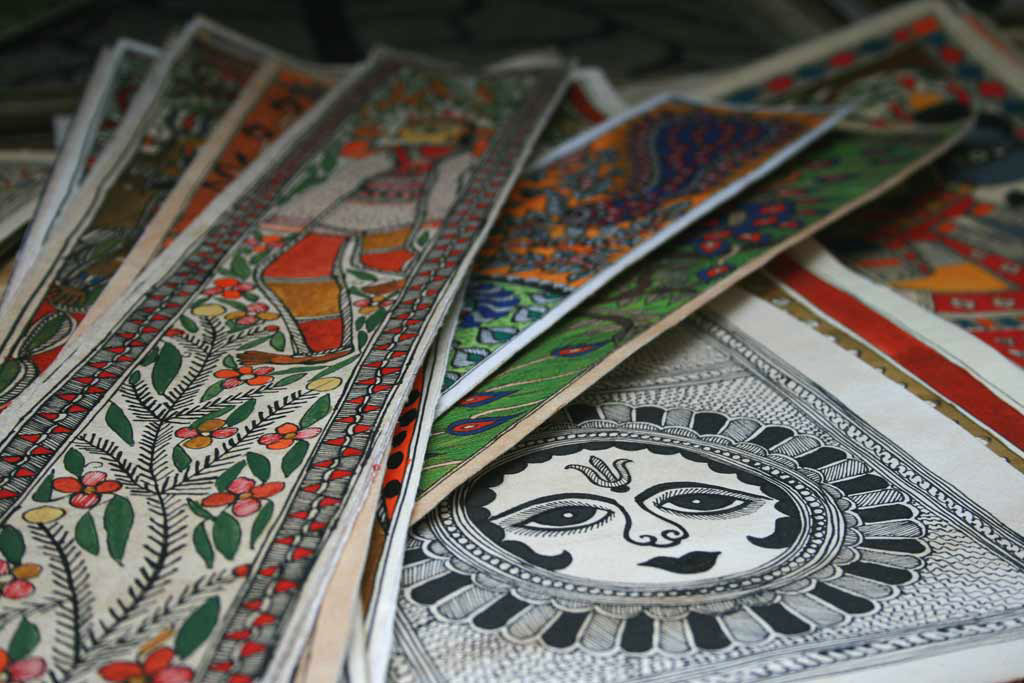
Exemple de peinture de Madhubani traditionnelle.

La peinture de Madhubani, ou peinture du Mithila, est un style de peinture indienne pratiqué dans la région du Mithila, située dans l'État du Bihar en Inde.

## Histoire
Les origines de la peinture de Madhubani remontent à l'antiquité[Laquelle ?], et une tradition affirme qu'elle est née à l'époque du Rāmāyana, quand le roi Janaka a commandé des peintures pour le mariage de sa fille Sitâ avec le dieu hindou Râma[réf. souhaitée].
Dans le dernier quart du XXe siècle, Yves Véquaud[Qui ?] relevait « depuis trois mille ans, les femmes  de Mithila — et seulement les femmes — exécutent les peintures vouées aux dieux et déesses du panthéon hindou. Il n'est donc pas exagéré de penser que cette forme d'expression artistique reflète l'une des parts les plus authentiques de la civilisation indienne ». Ce n'est que de nos jours, pour répondre à la demande commerciale, que des hommes y ont été impliqués.
La peinture de Madhubani était traditionnellement faite dans les villages proches de l'actuelle ville de Madhubani et d'autres parties de la région du Mithila. Les peintures étaient généralement réalisées sur les murs des huttes de boue fraîchement plâtrées. Aujourd'hui, elles sont également faites sur toile ou sur papier.
Dans la mesure où la peinture de Madhubani est restée confinée dans une zone géographique limitée et où les compétences ont été transmises à travers les siècles, son contenu et son style sont largement restés les mêmes. Les peintures représentent la nature et surtout les évènements traditionnels hindous, et les thèmes tournent généralement autour des divinités hindoues comme Krishna, Râma, Shiva, Dourgâ, Lakshmi ou Sarasvatî. Les objets naturels comme le Soleil, la Lune et les plantes sont aussi largement présents, de même que les symboles religieux, à côté de scènes de la cour royale ou d'évènements sociaux comme les mariages.

### Videographie
- Madhubani Painting, 5:14
- Madhubani Painting 2, 12:12
- Madhubani Painting 3, 14:42
- Madhubani Painting 4, 8:38